# Pancéřový vlak Hurban

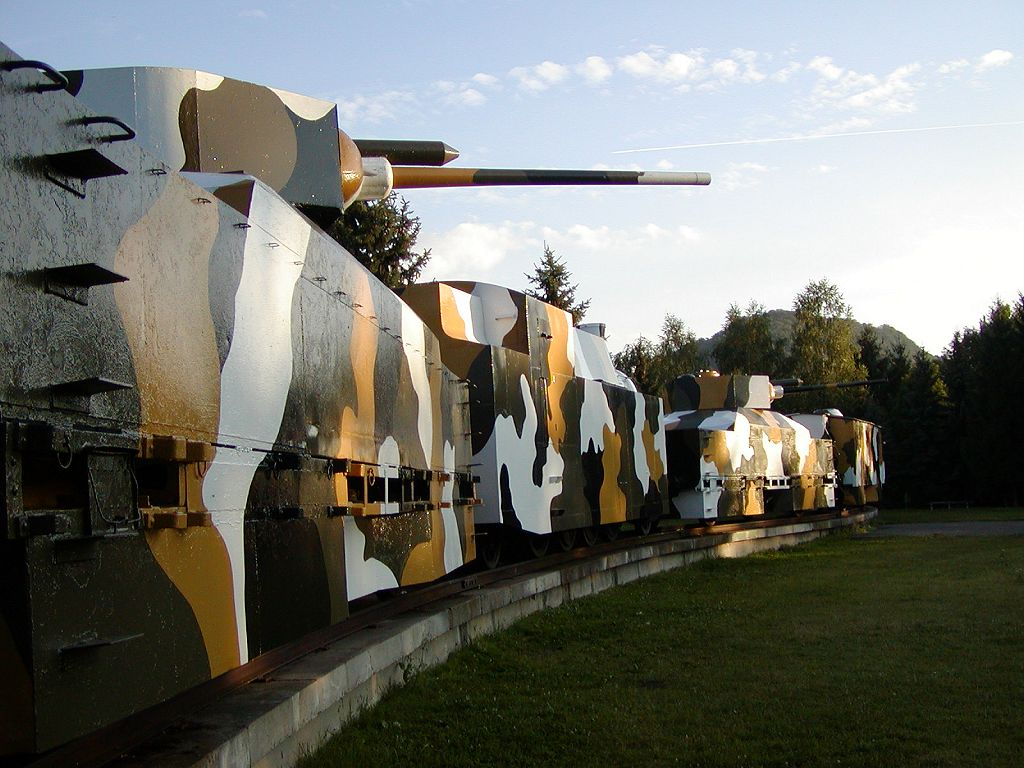
Replika pancéřového vlaku Hurban, která se nachází ve Zvolenu

Pancéřový vlak Hurban byl jeden z improvizovaných pancéřových vlaků, který se aktivně zapojil do bojů v Slovenském národním povstání.

## Výroba a nasazení
Na výrobě pracovali dělníci zvolenských železničních dílen až do začátku října 1944. Vlak byl druhým ze tří povstaleckých pancéřových vlaků. Byl pancéřovaný obyčejným kotlovým plechem. Ostré zkušební střelby byly provedeny na trati Zvolen – Krupina. Poprvé byl Hurban nasazen při bojích na trati Hronská Dúbrava – Svätý Kríž nad Hronom. 4. října byl nasazen poblíž Čremošného. Podílel se na odražení německých útoků, v boji však byl značně poškozen. Po opravě byl opětovně nasazen na trati Banská Bystrica – Diviaky. 23. října kryl vlak ústup povstalců v oblasti horního toku Hronu, úspěšně zasáhl u Heľpy. Později vlak ustoupil k Harmanci, kde byl v Čremošnianském tunelu poškozen natolik, že ho již nebylo možné opravit. Posádka vlaku následně přešla na partyzánský způsob boje.

## Řazení vlaku během SNP
1. Bojová skupina - během boje operovala samostatně, oddělená od týlové skupiny:
  - Předsunutý vůz s pytli s pískem
  - Pancéřový dělový vůz: dělo 10,5 cm, 2 těžké kulomety, pozorovatelna velitele
  - Dva obrněné tankové vozy: zabudované tanky vzor 35 (LT-35)
  - Opancéřovaná lokomotiva
  - Pancéřový tankový vůz: zabudovaný tank vzor 35
  - Pancéřový kulometný vůz: 5 těžkých kulometů
2. Týlová skupina:
  - Velitelský ubytovací vůz s kanceláří
  - Kuchyňský vůz se skladem potravin
  - Muniční vůz
  - Tři ubytovací vozy posádky

## Posádka během SNP
- Velitel bojové a týlové skupiny: kpt. Martin Ďuriš–Rubanský
- Zástupce velitele vlaku: npor. Dominik Miartuš
- Počet členů posádky: 75 (resp. 70)